# Karl Butzengeiger
Karl Butzengeiger (* 7. Juli 1882 in Absberg; † 11. März 1962 in München) war ein deutscher Bankmanager.

## Werdegang
Butzengeiger wurde im heutigen Landkreis Weißenburg-Gunzenhausen als Sohn von Matthias und Emma Butzengeiger geboren. Der Chirurg Otto Butzengeiger war sein Bruder.
Er studierte zunächst an der Friedrich-Alexander-Universität Erlangen Rechtswissenschaft. 1903 wurde er Mitglied des Corps Onoldia. Als Inaktiver wechselte er an die Ludwig-Maximilians-Universität München. Er war ab 1909 als Rechtsanwalt niedergelassen. Von 1910 bis 1918 war er Prokurist, später Direktor, bei der Bayerischen Treuhand AG. 1918 wechselte er als stellvertretendes Mitglied in den Vorstand der Bayerischen Vereinsbank, war dort ab 1921 ordentliches Vorstandsmitglied und ab 1956 stellvertretender Vorsitzender des Aufsichtsrats der Bank. Von 1946 bis 1948 war er Vorsitzender des Aufsichtsrates der Süddeutschen Bodencreditbank. Dort fungierte er als Platzhalter für den langjährigen Vorsitzenden August von Finck, der aufgrund der Entnazifizierungsbestimmungen sein Amt ruhen lassen musste. Daneben gehörte er auch den Aufsichtsräten mehrerer Industriebetriebe an. Er war maßgeblich an der Organisation der Deutschen Verkehrsausstellung 1953 beteiligt. 1955 heiratete seine Tochter Erika den Journalisten Günter Gaus.

## Ehrungen
- Ehrendoktor der Technischen Hochschule München
- Ehrensenator der Universität Erlangen
- Ehrensenator der Technischen Hochschule München
- Großes Verdienstkreuz (1953)
- Bayerischer Verdienstorden (1961)